# Brendan Shanahan
Brendan Shanahan (23. ledna 1969, Mimico, Ontario) je bývalý kanadský hokejista, hrající na levém křídle. U příležitosti 100. výročí NHL byl v lednu 2017 vybrán jako jeden ze sta nejlepších hráčů historie ligy.

## Hráčská kariéra
Roku 1987 se účastnil juniorského mistrovství světa v Piešťanech, kde se stal také jedním z aktérů nechvalně proslulé hromadné rvačky se sovětským týmem.
Svou kariéru v NHL započal v New Jersey Devils v témže roce. Po čtyřech sezonách se stěhoval do St. Louis Blues, kde odehrál rovněž čtyři sezony a kde také dosáhl svého osobního rekordu v počtu kanadských bodů za sezonu – 102 bodů za 52 gólů a 50 asistencí, a to při 211 trestných minutách, což je považováno za velice solidní výkon[zdroj?].
Po jedné sezoně a dvou zápasech v dalším ročníku v Hartford Whalers přestoupil r. 1996 do Detroit Red Wings, kde zažil nejúspěšnější období kariéry. S týmem získal v letech 1997, 1998 a 2002 tři Stanley Cupy.
Po dlouhých devíti sezonách v dresu Red Wings se populární „Shanny” upsal na sezonu 06/07 Newyorským Rangers, aby se za další dva roky vrátil zpátky do Devils, se kterými jakožto volný agent podepsal smlouvu v lednu 2009. Po sezóně 2008/09 ukončil hráčskou kariéru.
Na mezinárodním poli patří mezi jeho největší úspěchy vítězství v Kanadském poháru 1991, zlatá medaile z MS 1994 a zlato z OH 2002. Od roku 2002 je členem Triple Gold Clubu, jenž sdružuje hráče, kteří vyhráli všechny tři hlavní hokejové turnaje (Stanley Cup, olympijské hry a mistrovství světa). Dále figuruje také mezi 17 hráči, kteří v NHL překonali hranici 600 gólů.

## Výluka v NHL
Během výluky v NHL v sezoně 2004–2005 inicioval Shanahan dvoudenní summit v Torontu, kde s jinými hráči a trenéry projednával změny pravidel, díky nimž by se stala hra v NHL rychlejší a atraktivnější. Shanahan má tedy aktivní podíl na změnách, kterými prošla pravidla během výluky v NHL.

## Zajímavosti
Brendanova statistika v NHL – k datu 23.3.2008
- Počet zápasů – 1484 (14. místo v celé historii NHL) – 1. místo Gordie Howe 1767
- Počet gólů – 649 (11. místo v celé historii NHL) – 1. místo Wayne Gretzky 894
- Počet asistencí – 689 (50. místo v celé historii NHL) – 1. místo Wayne Gretzky 1963
- Počet kanadský bodů – 1338 (24. místo v celé historii NHL) – 1. místo Wayne Gretzky 2857

## Ocenění a úspěchy
- 1994 NHL – První All-Star Tým
- 2000 NHL – První All-Star Tým
- 2002 NHL – Druhý All-Star Tým
- 2002 NHL – Rozhodující gól k zisku Stanley Cupu
- 2002 Triple Gold Club
- 2003 NHL – King Clancy Memorial Trophy
- 2007 NHL – All-Star Game
- 2014 Hokejová síň slávy

## Prvenství
- Debut v NHL – 9. října 1987 (New Jersey Devils proti Pittsburgh Penguins)
- První asistence v NHL 9. října 1987 (New Jersey Devils proti Pittsburgh Penguins)
- První gól v NHL 10. listopadu 1987 (New York Rangers proti New Jersey Devils, americkému brankáři John Vanbiesbrouck)
- První hattrick v NHL - 13. února 1989 (New Jersey Devils proti Toronto Maple Leafs)

## Klubové statistiky
| Sezóna       | Klub              | Soutěž       |      | Základní část | Základní část | Základní část | Základní část | Základní část |    | Play off | Play off | Play off | Play off | Play off |
| Sezóna       | Klub              | Soutěž       | Z    | G             | A             | B             | TM            | Z             | G  | A        | B        | TM       |          |          |
| 1985–86      | London Knights    | OHL          | 59   | 28            | 34            | 62            | 70            | 5             | 5  | 5        | 10       | 5        |          |          |
| 1986–87      | London Knights    | OHL          | 56   | 39            | 53            | 92            | 128           | —             | —  | —        | —        | —        |          |          |
| 1987–88      | New Jersey Devils | NHL          | 65   | 7             | 19            | 26            | 131           | 12            | 2  | 1        | 3        | 44       |          |          |
| 1988–89      | New Jersey Devils | NHL          | 68   | 22            | 28            | 50            | 115           | —             | —  | —        | —        | —        |          |          |
| 1989–90      | New Jersey Devils | NHL          | 73   | 30            | 42            | 72            | 137           | 6             | 3  | 3        | 6        | 20       |          |          |
| 1990–91      | New Jersey Devils | NHL          | 75   | 29            | 37            | 66            | 141           | 7             | 3  | 5        | 8        | 12       |          |          |
| 1991–92      | St. Louis Blues   | NHL          | 80   | 33            | 36            | 69            | 171           | 6             | 2  | 3        | 5        | 14       |          |          |
| 1992–93      | St. Louis Blues   | NHL          | 71   | 51            | 43            | 94            | 174           | 11            | 4  | 3        | 7        | 18       |          |          |
| 1993–94      | St. Louis Blues   | NHL          | 81   | 52            | 50            | 102           | 211           | 4             | 2  | 5        | 7        | 4        |          |          |
| 1994–95      | Düsseldorfer EG   | DEL          | 3    | 5             | 3             | 8             | 4             | —             | —  | —        | —        | —        |          |          |
| 1994–95      | St. Louis Blues   | NHL          | 45   | 20            | 21            | 41            | 136           | 5             | 4  | 5        | 9        | 14       |          |          |
| 1995–96      | Hartford Whalers  | NHL          | 74   | 44            | 34            | 78            | 125           | —             | —  | —        | —        | —        |          |          |
| 1996–97      | Hartford Whalers  | NHL          | 2    | 1             | 0             | 1             | 0             | —             | —  | —        | —        | —        |          |          |
| 1996–97      | Detroit Red Wings | NHL          | 79   | 46            | 41            | 87            | 131           | 20            | 9  | 8        | 17       | 43       |          |          |
| 1997–98      | Detroit Red Wings | NHL          | 75   | 28            | 29            | 57            | 154           | 20            | 5  | 4        | 9        | 22       |          |          |
| 1998–99      | Detroit Red Wings | NHL          | 81   | 31            | 27            | 58            | 123           | 10            | 3  | 7        | 10       | 6        |          |          |
| 1999–00      | Detroit Red Wings | NHL          | 78   | 41            | 37            | 78            | 105           | 9             | 3  | 2        | 5        | 10       |          |          |
| 2000–01      | Detroit Red Wings | NHL          | 81   | 31            | 45            | 76            | 81            | 2             | 2  | 2        | 4        | 0        |          |          |
| 2001–02      | Detroit Red Wings | NHL          | 80   | 37            | 38            | 75            | 118           | 23            | 8  | 11       | 19       | 20       |          |          |
| 2002–03      | Detroit Red Wings | NHL          | 78   | 30            | 38            | 68            | 103           | 4             | 1  | 1        | 2        | 4        |          |          |
| 2003–04      | Detroit Red Wings | NHL          | 82   | 25            | 28            | 53            | 117           | 12            | 1  | 5        | 6        | 20       |          |          |
| 2005–06      | Detroit Red Wings | NHL          | 82   | 40            | 41            | 81            | 105           | 6             | 1  | 1        | 2        | 6        |          |          |
| 2006–07      | New York Rangers  | NHL          | 67   | 29            | 33            | 62            | 47            | 10            | 5  | 2        | 7        | 12       |          |          |
| 2007–08      | New York Rangers  | NHL          | 73   | 23            | 23            | 46            | 35            | 10            | 1  | 4        | 5        | 8        |          |          |
| 2008–09      | New Jersey Devils | NHL          | 34   | 6             | 8             | 14            | 29            | 7             | 1  | 2        | 3        | 2        |          |          |
| Celkem v NHL | Celkem v NHL      | Celkem v NHL | 1524 | 656           | 698           | 1354          | 2489          | 184           | 60 | 74       | 134      | 280      |          |          |

## Reprezentace
| Rok                    | Tým                    | Soutěž                 | Z  | G  | A | B  | TM |
| ---------------------- | ---------------------- | ---------------------- | -- | -- | - | -- | -- |
| 1987                   | Kanada 20              | MSJ                    | 6  | 4  | 3 | 7  | 4  |
| 1991                   | Kanada                 | KP                     | 8  | 2  | 0 | 2  | 6  |
| 1994                   | Kanada                 | MS                     | 6  | 4  | 3 | 7  | 6  |
| 1996                   | Kanada                 | SP                     | 7  | 3  | 3 | 6  | 8  |
| 1998                   | Kanada                 | OH                     | 6  | 2  | 0 | 2  | 0  |
| 2002                   | Kanada                 | OH                     | 6  | 0  | 1 | 1  | 0  |
| 2006                   | Kanada                 | MS                     | 8  | 3  | 1 | 4  | 10 |
| Juniorská reprezentace | Juniorská reprezentace | Juniorská reprezentace | 6  | 4  | 3 | 7  | 4  |
| Seniorská reprezentace | Seniorská reprezentace | Seniorská reprezentace | 41 | 14 | 8 | 22 | 54 |